# Асон (река)
Асон (исп. Río Asón) — река на севере Испании, протекающая через территорию автономного сообщества Кантабрия. Берёт своё начало в Кантабрийских горах, на юго-востоке природного парка «Кольядос-дель-Асон», затем движется на восток до поселения Гибаха (Рамалес-де-ла-Викториа), откуда поворачивает на север, впадая в районе Колиндреса в Бискайский залив. Основные притоки — бискайские реки Гандара и Карранса.
Через Асон перекинуто около 26 мостов, среди которых известный Пуэнте-де-Трето (Колиндрес), а также расположенный рядом Новый (Nuevo Puente).
Особый интерес представляет исток реки, Насимьенто-дель-рио-Асон, представляющий собой водопад, спускающийся с высоты более 70 м, и чем-то напоминающий конский хвост, от чего происходит одно из его названий — La cola de caballo. В связи с этим существует легенда о белом коне святого Иакова, который якобы ожидает в скале Асалагуа, пока его не призовут в новый крестовый поход. Другое название — Cailagua, упоминающееся в легенде о двух анханах (феях), которые проживали в пещере у водопада. У одной волосы были золотого цвета, а у другой серебряного. Поведение серебряной анханы постоянно вызывало возмущение у местных жителей, так как та славилась своими розыгрышами, которые приносили крестьянам одни убытки. Наконец, поздней ночью, сестра с золотыми волосами наслала на неё колдовство, сделавшее ту невидимой, и приковала к скале. Но, в темноте не заметила развивающихся на ветру серебряных волос. Так и появился исток Асона.
В 2015 году в 20 км от нынешнего побережья в пещере Эль-Мирон был обнаружен скелет эпохи верхнего палеолита (мадлен). Скелет принадлежал женщине и был покрыт охрой (красным пигментом), поэтому её прозвали Красной леди Эль-Мирона. Женщине около 35-40 лет, она была похоронена около 18 700 лет назад. Кластер Эль-Мирон (El Mirón Cluster) состоит из семи постпоследних максимальных ледниковых особей 19 000—14 000 л. н., которые все связаны с мадленской культурой. Из зубов, найденных 1996 году в слое возрастом 14 120±35 лет до настоящего времени определили митохондриальную гаплогруппу H (ht 2).